# Вашингтон Коммандерс
«Вашингтон Коммандерс» (англ. Washington Commanders) — профессиональный футбольный клуб, базирующийся в Вашингтонской агломерации. Штаб-квартира организации находится в Ландовере в штате Мэриленд. Основан в 1932 году. Выступает в Восточном дивизионе Национальной футбольной конференции НФЛ. До 2020 года клуб выступал под названием «Вашингтон Ре́дскинс» (англ. Washington Redskins), с 2020 по 2021 год назывался «Футбольной командой Вашингтона» (англ. Washington Football Team).

## История
Команда в 1932-м была создана Джорджом Престоном Маршаллом, и базировалась в Бостоне. Свой первый сезон отыграла под называнием «Брэйвз» («Отважные индейские воины»), по аналогии с местной бейсбольной командой, на стадионе которой она выступала. Но уже через год команда переехала на другой стадион и владелец переименовал её в «Редскинз». Частично это решение он принял в честь тренера команды Уильяма «Лоун Стара» Дитца, который по происхождению был индейцем из народа сиу, хотя позднее историки этот факт оспаривали. Дитц пригласил в команду шестерых игроков их Канзаса, которые тоже были индейцами. Известный игрок команды Сэмми Боу был потомком индейцев-чероки.
Логотипом команды был профиль индейского вождя, появившийся в семидесятые годы, когда команда уже играла в Вашингтоне. Символ возник по инициативе президента Национального конгресса американских индейцев и индейца из племени черноногих Уолтера Блэки Уэтцела, из предложенных им нескольких фотографий индейцев художниками и был создан логотип. С 1960-х годов и до 2020 года название и логотип команды были причиной для споров.

### Истоки и первые годы (1932—1945)

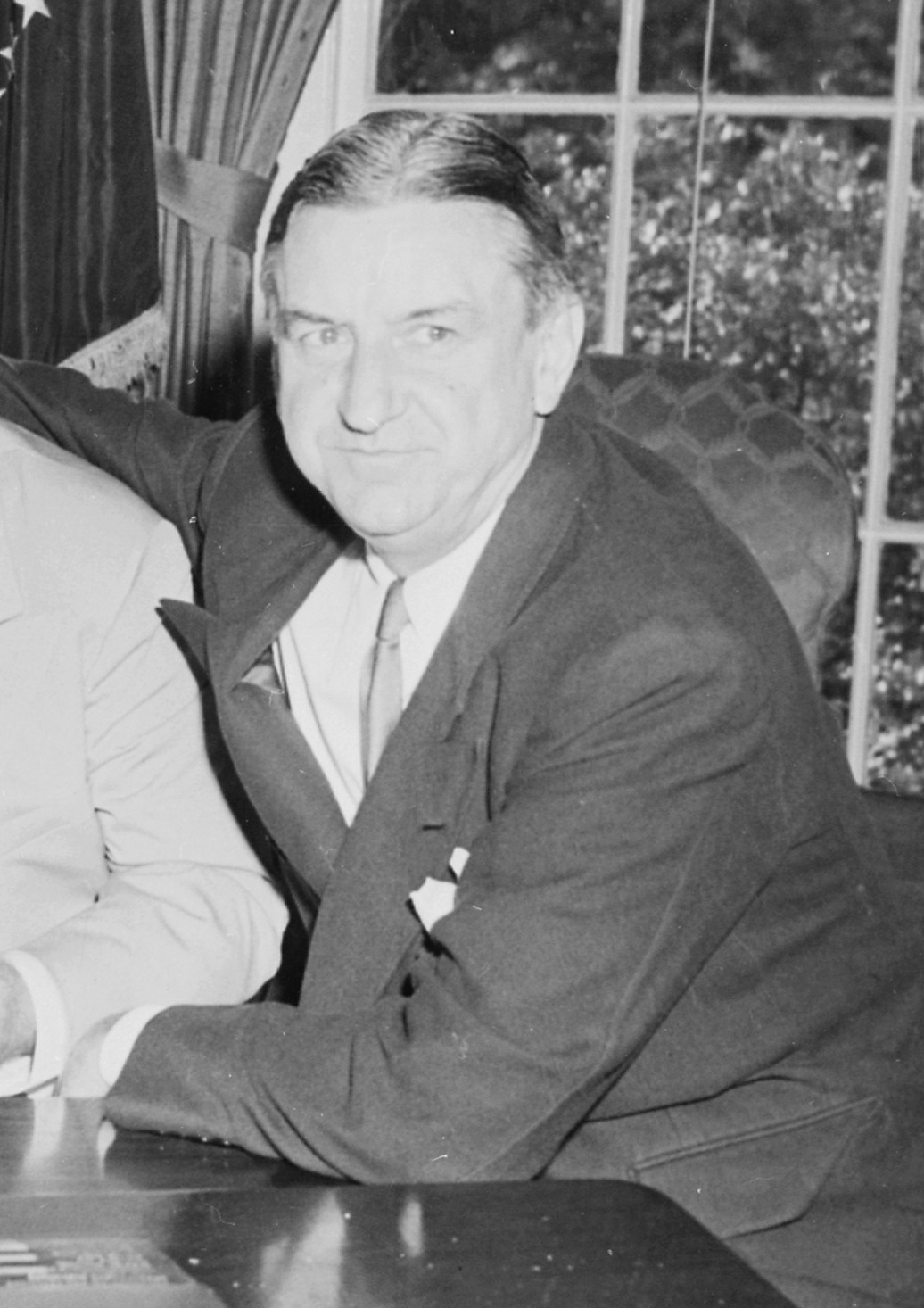
Основатель команды Джордж престон Маршалл, управлявший ею вплоть до своей смерти в 1969 году.

9 июля 1932 года Бостон получил франшизу НФЛ для предпринимателя Джорджа Престона Маршалла. Команда была названа в честь бейсбольного клуба «Бостон Брэйвз», с которым она делила стадион Braves Field. В следующем году команда переехала в Фенуэй Парк — родной стадион Бостон Ред Сокс, после чего поменяла название на «Редскинз». Маршалл нанял главным тренером Уильяма Генри «Одинокую звезду» Дитца, который утверждал, что является сиу
В 1937 году «Редскинз» переехали в Вашингтон, округ Коулмбия. Сам Маршалл в дальнейшем обвинил Бостон в отсутствии интереса к его команде. Вплоть до 1960 года команда делила Гриффит Стэдиум с местным бейсбольным клубом Вашингтон Сенаторз. В своей первой игре в Вашингтоне «Редскинз» победили «Нью-Йорк Джайентс» со счётом 13-3, в том же сезоне они заработали свой первый титул в дивизионе. Вскоре после этого команда выиграла свой первый чемпионат лиги, победив «Чикаго Беарз». В 1940 году обе команды вновь встретились в финале, поражение вашингтонцев со счётом 73-0 до сих пор является наиболее разгромным поражением в истории НФЛ. Матчи между Вашингтоном и Чикаго в то время были одним из ранних дерби НФЛ.
«Редскинз» ещё раз сыграли в чемпионате НФЛ перед четвертьвековой засухой, которая продлилась до сезона 1972 года. С бывшим олимпийским золотым медалистом Дадли ДеГрутом в качестве нового главного тренера команда завершила сезон 1945 года со счётом 8-2, сезон завершился поражением от «Кливленд Рэмс» в чемпионской игре со счётом 15-14. Победа с преимуществом в одно очко стала предметом пристального внимания из-за того, что в начале игры была обеспечена сэйфти: попав обратно в зачётную зону, квотербек Боуг бросил в открытую приёмную, но мяч попал в стойку ворот и отскочил обратно на землю в зачётной зоне. По правилам того времени «Рэмс» повели 2: 0. Маршалл был так расстроен исходом матча, что он стал главной силой при прохождении значительного изменения правил после сезона, по которым пас вперёд, который попадает в штангу ворот, автоматически считается незавершённым. Позже это стало известно как «Правило Боуга / Маршалла».

### Спад (1946–1970)
Первоначальный успех команды понравился местным болельщикам. Но после 1945 года у "Редскинз" начался спад, длившийся вплоть до выхода в плей-офф в сезоне 1971 года. С 1946 по 1951 год у команды было четыре разных главных тренера: Джон Велчел, Герман Боллаи и бывшие игроки Турк Эдвардс и Дик Тодд, ни один из которых не добился успеха. Но это не помешало Маршаллу попытаться сделать команду самой успешной франшизой в лиге. Так, 14 июня 1950 года American Oil Company запланировала транслировать по телевидению все игры "Редскинз", что сделало их в этом аспекте первопроходцами в истории НФЛ. В феврале 1952 года был нанят бывшего тренера "Грин-Бей Пэкерс" Эрл «Керли» Ламбо, но после двух сезонов он был заменён на Джо Кухарича. В 1955 году он привёл «Редскинз» к первому победному сезону за десять лет и был признан Sporting News и UPI тренером года.
В 1961 году команда переехала на новый Ди.Си. Стэдиум, в 1969 году переименованный в Роберт Ф. Кеннеди Мемориэл Стэдиум. Первая игра на новом месте состоялась с "Нью-Йорк Джайентс" 1 октября и собрала 37 767 болельщиков, ставших свидетелями победы гостей со счётом 24-21. В том же году Билл МакПик стал главным тренером "Редскинз", показатели команды за пять последующих сезонов составляли 21–46–3. Во время своей работы он помогал драфту будущих звёзд: уайд ресивера Чарли Тейлора, тайт-энда Джерри Смита, сэйфити Пола Краузе, центрового Лена Хаусса и лайнбекера Криса Хэнбургера. Он также помог осуществить две важные перехода - квотербека Сонни Юргенсена ("Филадельфия Иглз") и полузащитника Сэма Хаффа ("Нью-Йорк Джайентс").
Одной из причин упадка "Вашингтона" был беспорядок во фронт-офисе. С 1962 года Маршалл начал испытывать проблемы со здоровьем, а без его участия другим акционерам команды было трудно принимать требуемые решения. 9 августа 1969 года Маршалл умер, и местный миноритарный акционер и поверенный Эдвард Беннетт Уильямс был выбран новым управляющим франшизой, в то время как живший на западном побережье новый главный акционер Джек Кент Кук в основном занимался собственным баскетбольным клубом "Лос-Анджелес Лейкерс". В 1966 году новым главным тренером был принят Отто Грэм, который за три сезона работы команда имела статистику по играм 17–22–3. Он ушёл в отставку после сезона 1968 года, став спортивным директором Академии береговой охраны вплоть до выхода на пенсию в конце 1984 года.
Новым главным тренером стал известный по работе с "Грин-Бей Пэкерс" Винс Ломбарди. В своём первом сезоне он привёл команду к лучшей с 1955 года статистике в виде 7-5-2, но накануне сезона 1970 года специалист умер от рака. В этом сезоне команду в качестве временного главного тренера возглавил помощник Ломбарди Билл Остин, с которым финальный результат команды составил 6-8.

#### Интеграция чернокожих игроков

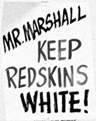
Мистер Маршалл. Сохраняйте Краснокожих белыми!. Ироничный плакат, октябрь 1961 года.

В течение большей части этого безуспешного периода Маршалл несмотря на давление со стороны The Washington Post и федерального правительства президента Джона Кеннеди постоянно отказывался интегрировать в команду чернокожих игроков. 24 марта 1961 года министр внутренних дел Стюарт Удалл под угрозой федерального наказания предупредил Маршалла, чтобы тот нанял чернокожих игроков. Тем самым федеральное правительство впервые в истории попыталось десегрегировать профессиональную спортивную команду. «Редскинз» находились под угрозой судебного иска по гражданским правам со стороны администрации Кеннеди, что помешало бы им играть на подчинявшемся Министерству внутренних дел США новом федеральном стадионе в округе Колумбия. Прежнее месторасположение команды в лице стадиона Гриффит принадлежало владельцам бейсбольного «Вашингтон Сенаторз» семье Гриффит, которые перевезли команду в Миннесоту в 1961 году.
В 1962 году Вашингтон стал последней интегрированной профессиональной франшизой американского футбола: первым на драфте был выбран раннинбек Эрни Дэвис из Сиракуз (ставший первым чернокожим игроком, выигравшим трофей Хейсмана и первым избранным на драфте НФЛ), а в восьмом раунде (99-е место в общем зачёте) был взят защитник Рона Хэтчер из штата Мичиган, ставший первым подписавшим контракт с командой чернокожим игроком.
В середине декабря 1961 года Маршалл объявил, что в день драфта отдал права на Дэвиса «Кливленд Браунс», которые хотели присоединить его к своему ведущему игроку лиги Джиму Брауну. Дэвиса обменяли на ветерана раннинбека Бобби Митчелла (который стал уайд ресивером в Вашингтоне) и кандидата на драфте 1962 года Лероя Джексона из университета Западного Иллинойса. Сам обмен оказался не выгодным для «Браунс» — Дэвис был болен лейкемией и умер, так и не проиграв ни разу в профессиональном футболе. «Редскинз» закончили сезон 1962 года с лучшим результатом за пять лет: 5-7-2. Митчелл возглавил лигу с 11 тачдаунами, поймал 72 передачи и был выбран в Pro Bowl. Со временем к Митчеллу присоединятся другие чернокожие игроки, такие как преемник Чарли Тейлор, бегущий назад Ларри Браун, защитник Бриг Оуэнс и защитник Джон Нисби из «Питтсбург Стилерз».

### Возрождение (1971—1980)

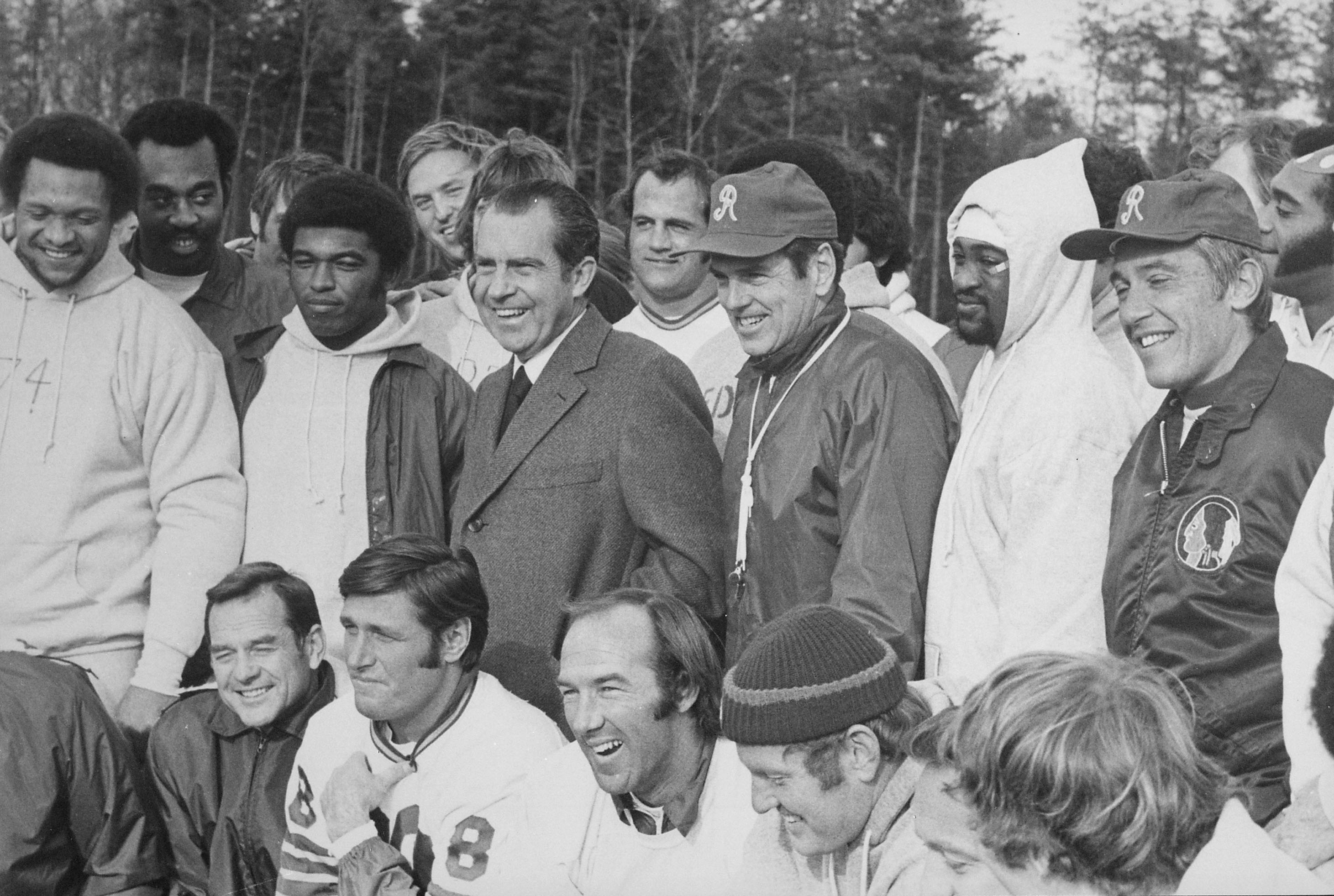
Встреча команды с президентом США Ричардом Никсоном.

После смерти Ломбарди и неуспешной работы Остина 6 января 1971 года Уильямс нанял бывшего главного тренера «Лос-Анджелес Рэмс» Джорджа Аллена. В основном благодаря опытным ветеранам, а не разрекламированным молодым игрокам, команда Аллена стала известна как «Банда за холмом» (англ. The Over-the-Hill Gang). В том сезоне «Редскинз» впервые с 1945 года вышли в плей-офф со счётом 9-4-1, а Аллен во второй раз в своей карьере был выбран «Тренером года НФЛ». Но в зоне плей-офф вашингтонцы уступили «Фотинайнерс» со счётом 24-20. В следующем сезоне «Редскинз» в дивизиональном плей-офф НФК обыграли «Грин-Бей Пэкерс» со счётом 16-3, в игре за чемпионство НФК одолели «Даллас» со счётом 26-3 и вышли в Супербоул VII, где уступили «Майами Долфинс» со счётом 14-7. Раннинбек «Редскинз» Ларри Браун был признан самым ценным игроков сезона.

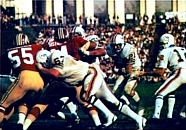
«Вашингтон» против «Майами» в финале Супербоула.

В 1973, 1974 и 1975 годах команда всегда выходила в плей-офф, но уступала в первом раунде. После не выхода «Редскинз» в плей-офф в 1977 году с результатом 9-5 Аллен был уволен и заменён Джеком Парди, бывшем звёздным полузащитником в командах Аллена в Лос-Анджелесе и Вашингтоне. В его первый год команда начала с шести побед, но затем проиграла 8 из последних 10 игр. В межсезонье Джек Кент Кук переехал из Лос-Анджелеса в Вирджинию и взял на себя руководство повседневной работой команды
Redskins хорошо выбрали во время драфта НФЛ 1979 года, где они выбрали будущих звёзд Дона Уоррена и Монте Коулмана. Перед финалом сезона команда имела 10-5, и победа над «Далласом» автоматически выводила её в плей-офф. Но ведя на исходе игры со счётом 34-28 вашингтонцы в итоге уступили техасцам 35-34 и лишились плей-офф. По итогу сезона Парди был признан тренером года по версии AP b UPI. через год он покинул команду после окончания сезона с результатом 6-10, хотя перед своим уходом на первом раунде драфта он успел выбрать Арта Монка.

### Эра Джо Гиббса (1981—1992)
13 января 1981 года Кук взял новым главным тренером координатора атак «Сан-Диего Чарджерс» Джо Гиббса. Также в межсезонье «Редскинз» на драфте НФЛ 1981 года приобрели Марка Мэя, Раса Гримма и Декстера Мэнли, которые станут значительными участниками команды следующие несколько лет. После начала сезона 1981 года с пятью поражений, НФЛ столкнулась с 57-дневной забастовкой игроков, которая сократила сезон 1982 года с расписания с 16 играми до расписания с девятью играми. Из-за укороченного сезона НФЛ приняла специальный турнир плей-офф с участием 16 команд, в котором восемь команд от каждой конференции были посеяны на основе их показателей регулярного сезона. После урегулирования забастовки «Редскинз» выиграли шесть из семи оставшихся игр и впервые с 1976 года вышли в плей-офф.

В январе 1983 года, во время второго раунда плей-офф против «Миннесота Вайкингс», Джон Риггинс достиг рекордных для игр команды в плей-офф 185 ярдов, что привело «Вашингтон» к победе со счётом 21-7. Вполне возможна игра прославилась не этим, а громогласным скандированием болельщиками «Редскинз» фразы «Мы хотим Даллас!», в дальнейшем ставшей кличем для игр их команды с техасцами. В матче на родном стадионе за звание чемпиона НФК против «Далласа» вашингтонцы одолели принципиального соперника со счётом 31-17, в последующем матче Супербоула были повержены «Майами Долфинс» (27-17). Риггинс был признан самым ценным игроком Супербоула., плэйскикер Марк Мозли стал первым и единственным представителем своего амплуа в качестве самого ценного игрока НФЛ, а джо Гиббс впервые в своей карьере стал тренером года НФЛ (второй раз эту награду он получит уже в следующем сезоне).

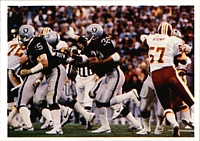
«Вашингтон» против «Лос-Анджелес Рэйдерс» в Супербоул XVIII.

Сезон 1983 года ознаменовался дебютом новичка крайнего защитника Даррелла Грина, выбранного на драфте НФЛ 1983 года вместе с Чарльзом Манном и отыгравшего всю свою 20-летнюю карьеру в «Редскинз». 1 октября 1983 года «Вашингтон» уступил «Грин-Бей Пэкерс» со счётом 48-47, сама игра стала самой результативной за всю историю игравшихся в понедельник вечером. В финальной победной игре сезона против «Джайентс» (22-31) Мозли с набранными 161 очком побил рекорд НФЛ, а Риггинс со своими 144 занял второе место — тем самым впервые с 1951 года два лучших бомбардира в сезоне играли в одной команде. «Редскинз» окончили сезон с лучшим в лиге результатом 14-2 и рекордным 541 очком, многими из которых были обязаны Ришшису и его 24 тачдаунам. Квотербек Redskins Джо Тайсманн также был бы назван самым ценным игроком НФЛ 1983 года. В серии плей-офф команда последовательно победила «Лос-Анджелес Рэмс» (51-7), «Сан-Франциско» (21-24), но в Супербоуле уступила лидеру западного дивизиона АФК и второй команде по игровой статистике (12-4, те же результаты были лишь у «Майами») «Лос-Анджелес Рэйдерс» (38-9).
«Редскинз» закончили сезон 1984 года с результатом 11-5 и в статусе третьего подряд победителя восточного дивизиона НФК, но уступили в первой игре плей-офф «Чикаго Беарз» со счётом 23-19. 18 ноября 1985 года в матче с «Нью-Йорк Джайентс» Тайсманн сломал ногу, сложный перелом вынудил его уйти из спорта после 12-летней успешной карьеры в «Вашингтоне». В том сезоне «Даллас», «Джайентс» и «Редскинз» завершили сезон с результатом 10-6, вашингтонцы не вышли в плей-офф из-за более лучшей статистики тай-брейков нью-йоркцев.
Главное событие межсезонья 1986 года произошло во время драфта НФЛ 1986 года, когда Redskins выиграли в шестом раунде будущего MVP Суперкубка Марка Райпиена, а также защитник Redskins Декстер Мэнли установил рекорд франшизы за один сезон. Также защитник команды Декстер Мэнли установил рекорд франшизы и попал в Pro bowl. В сезоне 1986 года путь к плей-офф был ещё более трудным: «Редскинз» вышли со второго места в восточном дивизионе НФК в качестве команды уайлд-кард, несмотря на итоговый показатель 12-4. Они выиграли плей-офф Уайлд-кард против «Рэмс» (7-19), затем дивизионный плей-офф против «Беарз» (27-13). Последняя игра стала 70-й победной игрой в карьере Гиббса, сделав его лучшим тренером-победителем в истории команды. Но на следующей неделе в чемпионской игре НФК «Вашингтон» уступил будущему обладателю Супербоула «Джайентс» со счётом 17-0.
Сезон 1987 года начался с 24-дневной забастовки игроков, в результате чего сезон с 16 играми сократился до 15. Игры 4-6 недель были выиграны со всеми заменяющими игроками. «Редскинз» были единственной командой, чьи игроки не участвовали в протестах. Достигнутые в этот промежуток времени три победы часто считаются главной причиной выхода команды в плей-офф, положив основу сценария фильма Дублёры. 31 января 1988 года в матче в Сан-Диего с «Денвер Бронкос» со счётом 42-10 вашингтонцы выиграли свой второй супербоул 42-10 Эта игра также известна благодаря блестящей работе квотербека «Редскинз» Дуга Уильямса, который стал MVP Супербоула и первым чернокожим квотербеком в команде-обладательнице сего трофея
Сезон 1988 начался с хорошей игры и к середине у клуба были показатели 5-3, но из-за второй половины сезона «Вашингтон» с результатом 7-9 был вынужден пропустить плей-офф.
1989 Redskins закончили с 10-6 отчётами, но пропустили плей-офф. Этот сезон лучше всего запомнился плодовитым трио ресиверов Арта Монка, Гэри Кларка и Рики Сандерса по прозвищу «The Posse», которые стали первым выставившим более 1000 ярдов в сезоне трио широких ресиверов в истории НФЛ. В ходе 14-й недели в матче с «Сан-Диего Чарджерс» Джо Гиббс добился 100-й победы в своей карьере. В следующем сезоне «Редскинз» смогли вернуться в плей-офф в качестве команды уайлд-кард, но уступили в дивизионном раунде «Фотинайнерс».
В сезоне 1991 года «Вашингтон» впервые за историю франшизы одержал 11 побед подряд и закончил сезон с результатом 14-2, а её оборона и нападение были одними из лучших в лиге.. В серии плей-офф с общим счётом 64-17 были побеждены «Атланта Фэлконс» и «Детройт Лайонс», а 26 января 1992 года победой над Буффало Биллс со счётом 37-24 был взят Супербоул. Самым ценным игроком Супербоула был признан Марк Рипиен, а рекордные восемь игроков «Редскинз» попали в Pro Bowl. «Вашингтон Редскинз» 1991 года считается одной из лучших команд в истории НФЛ.
По итогу сезона 1992 года команда вышла в плей-офф через уайлд-кард, где в серии дивизионных игр НФК уступила «Сан-Франциско» со счётом 20-13. 12 октября 1992 года в игре против «Денвера» Арт Монк стал лучшим ресивером НФЛ. 5 марта 1993 года Джо Гиббс ушёл с поста главного тренера "«Редскинз» после 12 лет совместной работы, после чего основал команду Joe Gibbs Racing в рамках NASCAR.

### Смена стадиона и конец эпохи Кука (1993—1998)
После окончания первого сезона Гиббса новым главным тренером стал бывший игрок «Редскинз» Ричи Петитбон, чей сезон в 1993 году окончился с результатом 4-12. Петитбон был уволен в конце сезона, а 2 февраля 1994 года был нанят на должность главного тренера был нанят координатор нападения Даллас Ковбойз Норв Тернер. 1994 год был закончен с результатом 3-13, что было наихудшим сезоном «Редксинз» за последние 30 лет. В то же время 9 октября 1994 года полузащитник Монте Коулман сыграл свой 206 матч за «Вашингтон», что побило командный рекорд Арт Монка по количеству сыгранных игр (Коулман ушёл в отставку в конце сезона, сыграв 216 игр). В 1995 году показатели слегка улучшились, итоговый счёт составлял 6-10. 13 марта 1996 года владелец команды Кент Кук, губернатор Мэриленда Пэррис Гленденинг и исполнительный директор графства Принс-Джордж Уэйн К. Карри подписали контракт, открывший путь к строительству нового стадиона (нынешний FedExField). В сезоне 1996 года команда со счётом 9-7, 22 декабря «Редскинз» сыграли свою последнюю игру на Роберт Ф. Кеннеди Мемориэл, победив «Даллас» со счётом 37-10 и завершив своё пребывание на стадионе с результатом 173-102-3, включая 11-1 в серии плей-офф.
6 апреля 1997 года владелец команды Джек Кент Кук умер от сердечной недостаточности в возрасте 84 лет. В своём завещании он оставил «Редскинз» Jack Kent Cooke Foundation с указанием продать команду. На поминальной службе Джон Кент Кук объявил, что новый стадион в Ландовере, штат Мэриленд, будет назван в честь его отца. 14 сентября 1997 года «Редскинз» впервые сыграли на своём новом стадионе и обыграли «Аризона Кардиналс» со счётом 19-13 в дополнительное время. Они завершили 1997 год со счётом 8-7-1 и пропустили плей-офф пятый сезон подряд, но 13 декабря 1997 года Даррелл Грин сыграл в своём 217-м матче за команду, побив рекорд по количеству сыгранных игр.
Сезон 1998 года был начат с семью поражениями, к концу результат составил 6-10.

### Эпоха Дэвида Снайтера (1999-н.в.)

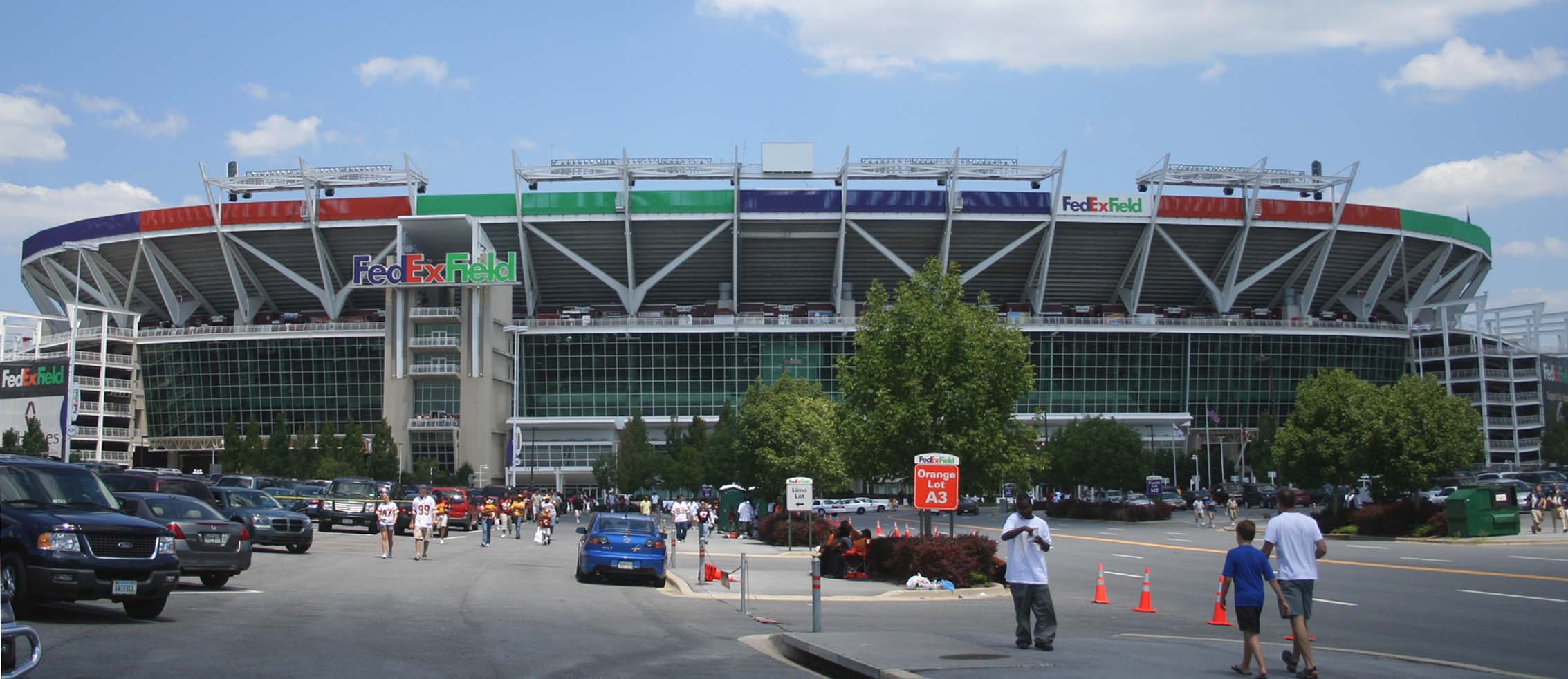
FedExField

25 мая 1999 года владельцы лиги единодушно (31-0) одобрили кандидатуру Дэвида Снайдера, выкупившего права на франшизу за 800 млн долл. (на тот момент — самая дорогая сделка в истории спорта). 21 ноября новый владелец продал право на переименование стадиона Federal Express, выбравшей для арены имя FedExField.
В первом сезоне при Снайдере краснокожие продемонстрировали результат 10-6, включая отрезок из четырёх побед в начале, и впервые вышли в плей-офф с 1992 года и в карьере Норва Тёрнера благодаря победе 2 января 2000 года над Дельфинами из Майами. Раннингбэк Стивен Дэвис явил рекордные для клуба 1405 ярдов, а квотербек Брэд Джонсон также сделал рекордные 316 бросков на расстоянии 4 тыс. ярдов в регулярной игре. В первом раунде плей-офф команда победила Детройт Лайонс, но уступила Тампа-Бэй Бакканирс.
Сезон 2000 года начался с выбора в драфте будущего участника матча всех звёзд Криса Сэмюэлса и полузащитника Лавара Аррингтона. Первая половина сезона ознаменовалась пятью победами, но по ходу второй половины результат преобразовался в 7-6. Тёрнер был уволен с позиции главного тренера ещё до конца сезона, временным исполняющим обязанности стал Терри Робиски, с которым сезон завершился итоговым счётом 8-8. Во время финальной игры Ларри Сентерс стал лидером НФЛ среди раннинбеков с 685 приёмами.

#### Эры Шоттенхаймера и Спурье (2001—2003)
3 января 2001 года главным тренером был взят бывший наставник «Кливленд Браунс» и «Канзас-Сити Чифс» Марти Шоттенхаймер, с которым сезон был завершён с результатом 8-, вторым местом в дивизионе и не выходом в плей-офф. После финальной игры специалист был уволен, Снайтер в интервью 2013 года объяснял этот шаг чрезмерным контролем бывшего наставника.
14 января 2002 года новым главным тренером стал наставник Университета Флориды Стив Спурье. Сезон был впервые за четыре года завершён с отрицательной статистикой 7-9 , третьим местом в дивизионе и не выходом в плей-офф. В этом году свой последний 20-й сезон отыграл Даррелл Грин, установивший рекорд НФЛ. Следующий сезон с результатом 5-11 стал худшим со времён 1994 года. Главный тренер покинул команду, хотя по контракту должен был отработать ещё три года.

#### Возвращение Джо Гиббса (2004—2007)
На сезон 2004 года главным тренером в команду возвратился Джо Гиббс, который также стал президентом команды. Его трудоустройство сопровождалось обещанием меньшего вмешательства в футбольные операции со стороны владельца. Также была расширена вместительность FedExField до 91, 665 тыс. мест, что делало его самым большим стадионом НФЛ. Тот сезон команда завершила с неутешительными 6-10 и последним местом в дивизионе, хотя занявшие 2-е и 3-е место «Нью-Йорк» и «Даллас» обошли конкурента лишь по дополнительным показателям.
Сезон 2005 года начался с трёх побед над «Чикаго Беарз», «Даллас Ковбойс» (первая победа в Техас со времён 1995 года) и «Сиэтл Сихокс», но потом были проиграны шесть из восьми игр и шансы на выход в плей-офф были не так безоблачны.. Однако с 4 декабря по 1 января были последовательно разбиты «Сент-Луис Рэмс», «Аризона Кардиналс», «Даллас», «Нью-Йорк Джайентс» и «Филадельфия Иглз», после чего «Редскинз» впервые с 1999 года снова вышли в плей-офф. В первом раунде вашингтонцы одолели «Тампа-Бэй Бакканирс» (17-10), но последующее поражение от «Сиэтла» (20-10) положило конец ожиданиям болельщиков на первый с 1991 года выход их команды в финал конференции НФК.
Первым крупным шагом в межсезонье 2006 года стал наём координатора нападения «Канзаса» Эла Сандерса и бывшего координатора защиты «Буффало» Джерри Грейя, в ходе драфта команду пополнили Руки МакИнтош, Энтони Монтгомери , Рид Дотри и Кедрик Джолстон. After winning only three of the first nine games, Но сезон был завершён с результатом 5-11 и последним местом в родном дивизионе.
В сезоне 2007 года команда с трудом выигрывала и проигрывала игры, за исключением матча с «Детройтом» (34-3), к середине сезона результат составлял 5-3. Вторая половина сезона была завершена с показателем 4-4, и «Вашингтон» с 9-7 вышел в плей-офф через уайлд-кард, но в первом матче уступил «Сиэтлу» (14-35). 26 ноября сэйфти «Вашингтона» Шон Тэйлор был застрелен дома, на следующий день он умер.

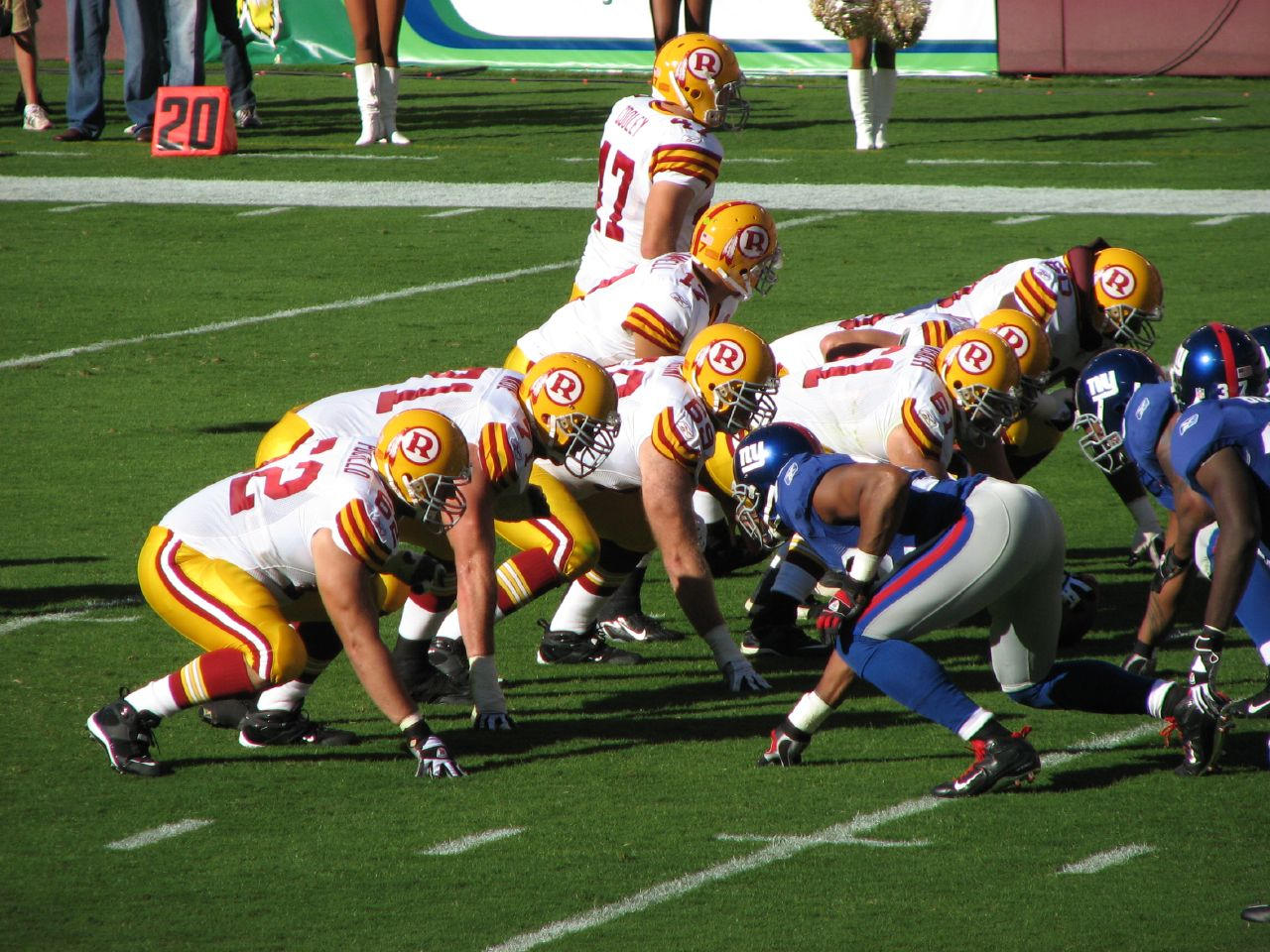
«Вашингтон» играет против «Нью-Йорка» в сезоне 2007 года, на игроках «Редскинз» — ретро форма 1970-х годов.

#### Эры Джима Зорна и Майка Шанахана (2008—2013)
По итогам сезона Джо Гиббс объявил о завершении карьеры, и новым наставником команды стал Джим Зорн. Первая половина сезона 2008 года «Редскинз» провели закончили с хорошим результатом 6-2, но вторая половина была провалена — 2-5, а с окончательным результатом 8-7 команда не могла выйти в плей-офф. Следующий сезон был ещё более неудачным — 4-12, и Зорн был уволен

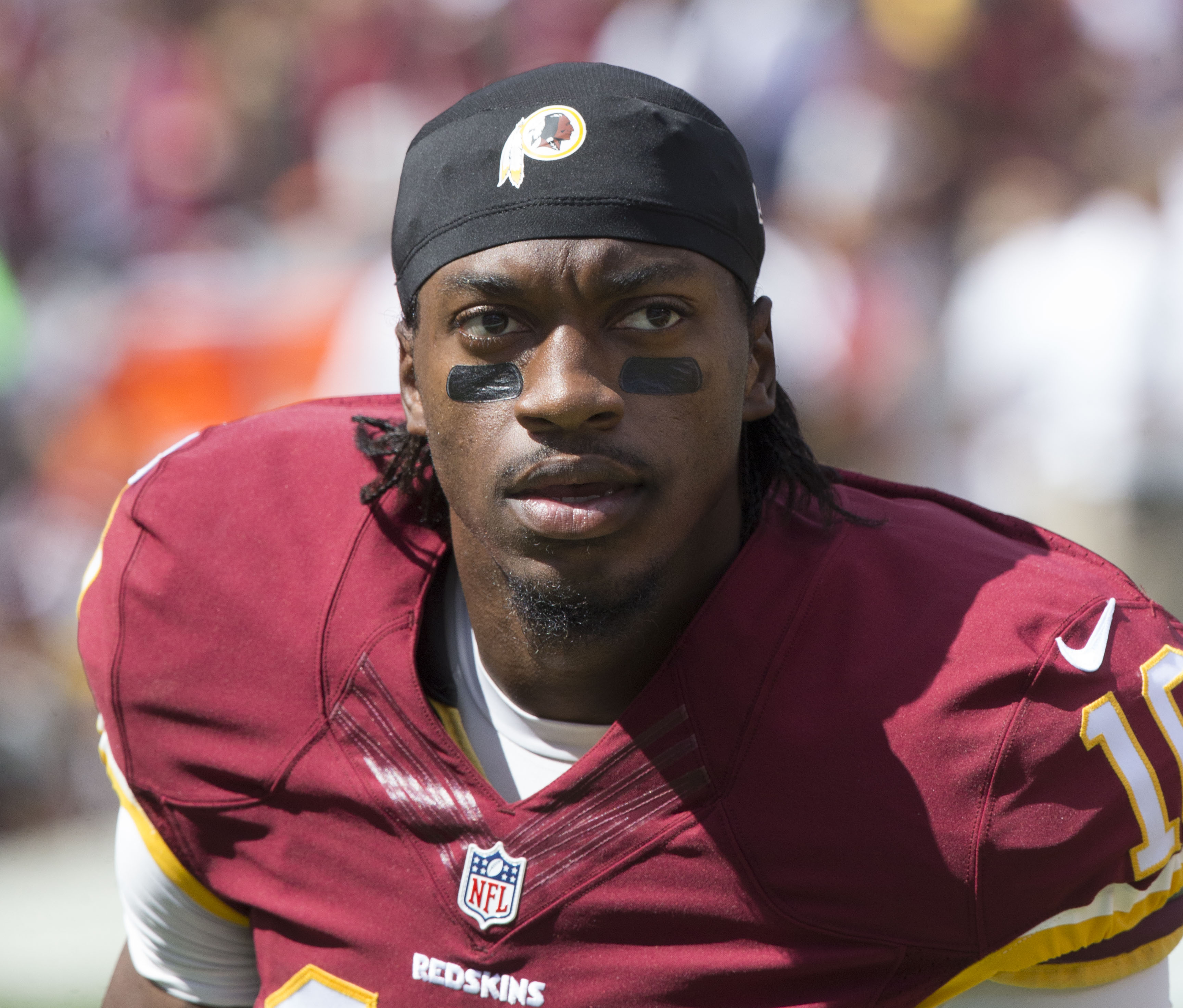
Квотербек Роберт Гриффин III, отыгравший за клуб с 2012 по 2015 год.

Новым главным тренером был выбран Майк Шанахан, известный своей 13-летней работой с «Денвер Бронкос» (1995—2008). В сезоне 2010 года команда в итоге заняла последнее место в родном дивизионе с результатом 6-10. В следующем сезоне результат был 5-11, но вашингтонцы сумели дважды обыграть будущих обладателей Супербоула «Нью-Йорк Джайентс».
В ходе драфта 2012 года через обмен нескольких позиций с «Сент-Луис Рэмс» команде удалось занять второе место в общем расчёте и приобрести квотербека Роберта Гриффина III, в усилении позиции которого она так явно нуждалась. По итогу сезона команда с результатом 10-6 стала чемпионом восточного дивизиона НФК и получила 4-й посев в плей-офф НФЛ. В первом матче с «Сиэтлом» вашингтонцы были побеждены с результатом 14-24. Следующий сезон оказался провальным для команды, чей результат составил 3-13 и последнее место в дивизионе, после чего Шанахан и большая часть его сотрудников были уволены.

#### Эра Джея Грудена (2014—2019)
9 января главным тренером был взят Джей Груден. «Редскинз» боролись на протяжении всего сезона, выводя на старт в матчах разных квотербеков. Сезон в итоге был завершён с результатом 4-12. Координатор обороны Джим Хаслетт был уволен в конце сезона.

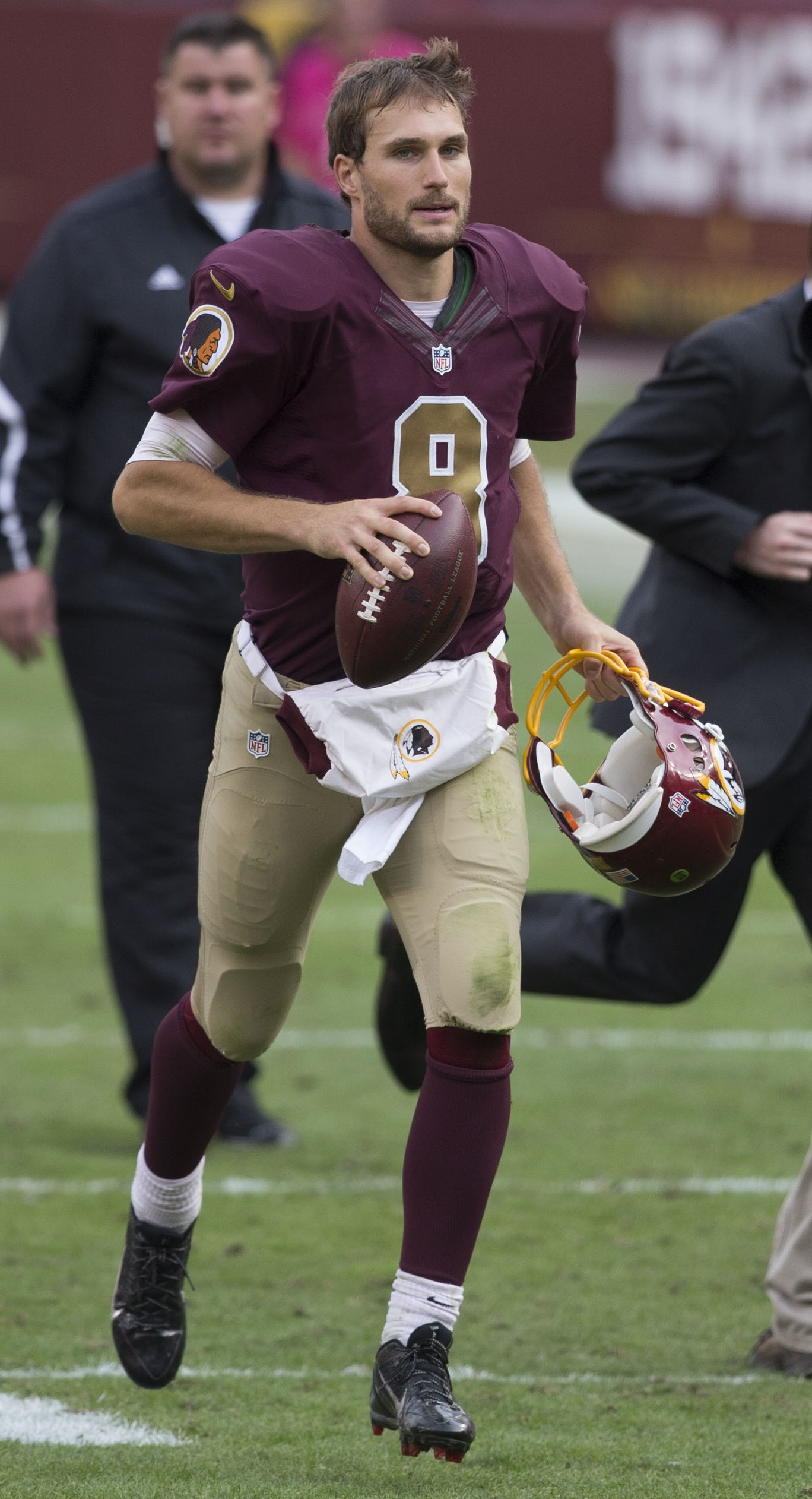
Кирк Казинс, ставший одним из трёх квотербеков в истории команды с показателем более 4000 преодолённых ярдов за один сезон.

7 января 2015 года Redskins наняли Скота МакКлоуана в качестве своего генерального менеджера, который стал заниматься кадровыми вопросами взамен сохранившего президентский титул Брюса Аллена. В октябре 2015 года вашингтонцы одержали самую крупную победу в истории франшизы, одолев «Тампу» со счётом 31-30 26 декабря команда впервые с 1999 года завоевала титул чемпиона восточного дивизиона НФК, одолев на 16-й неделе «Филадельфия Иглз» с результатом 38-24. 10 января 2016 года в раунде уайлд-кард «Редскинз» принимали «Грин-Бей Пэкерс», встреча завершилась поражением команды с восточного побережья со счётом 35-18. Ставший стартовым квотербеком ещё в предсезонье Кирк Казинс добился в этом сезоне ряда рекордов в своей карьере (число тачдаунов, пройденных ярдов и процента завершений).
Нападение команды в 2016 году установило несколько рекордов франшизы, в третий раз достигнув показатель в 6000 пройденных ярдов. Сам Казинс смог побить ряд своих прошлогодних рекордов. Несмотря на множество установленных рекордов, «Редскинз» пропустили плей-офф, проиграв 19-10 «Нью-Йорк Джайентс» на последней неделе сезона. Тем не менее, «Редскинз» завершили сезон с результатом 8-7-1, что дало команде впервые за почти 20 лет первые два подряд победных сезона. В отличие от нападения, защита команды провела неудачный сезон и финишировала 29-й из 32 команд по рейтингу общей защиты, что привело к увольнению координатора защиты Джо Барри и трёх его помощников. В 2017 Казинс провёл свой третий сезон подряд с 4000 пасовыми ярдами, но второй сезон подряд «Редскинз» пропустили плей-офф, закончив сезон со счётом 7-9.
В межсезонье 2018 года «Редскинз» взяли к себе квотербека Алекса Смита, заменивший ушедшего в качестве свободного агента в «Миннесота Вайкингс» Кирка Казинса. Несмотря на успешную первую половину сезона в виде 6-3, вторая половина сезона завершилась с результатом 1-6 из-за травмы Смита в игре против «Хьюстон Тексанс». Завершив сезон с результатом 7-9, команда в третий раз пропускала плей-офф и имела рекордные для лиги 25 травмированных игроков.
Из-за травмы Смита «Редскинз» в межсезонье 2019 года приобрела Кейса Кинума у "Денвер Бронкос" и выбрала Дуэйна Хаскинса из Университета штата Огайо на драфте НФЛ. 7 октября 2019 года Груден был уволен после худшего старта команды с 2001 года и результата в текущем сезоне для команд НФЛ в виде пяти поражений подряд и ни одной победы, его обязанности до конца сезона были возложены на координатора нападения Билла Каллахана. Вашингтонцы закончили сезон с результатом 3-13 и снова пропустили плей-офф, достигнутый результат был худшим для команды со времён 2013 года, в текущем сезоне более слабый сезон явили лишь «Цинциннати Бенгалс» с 2-14. .

#### Смена названия и структуры управления (2020 — н. в.)

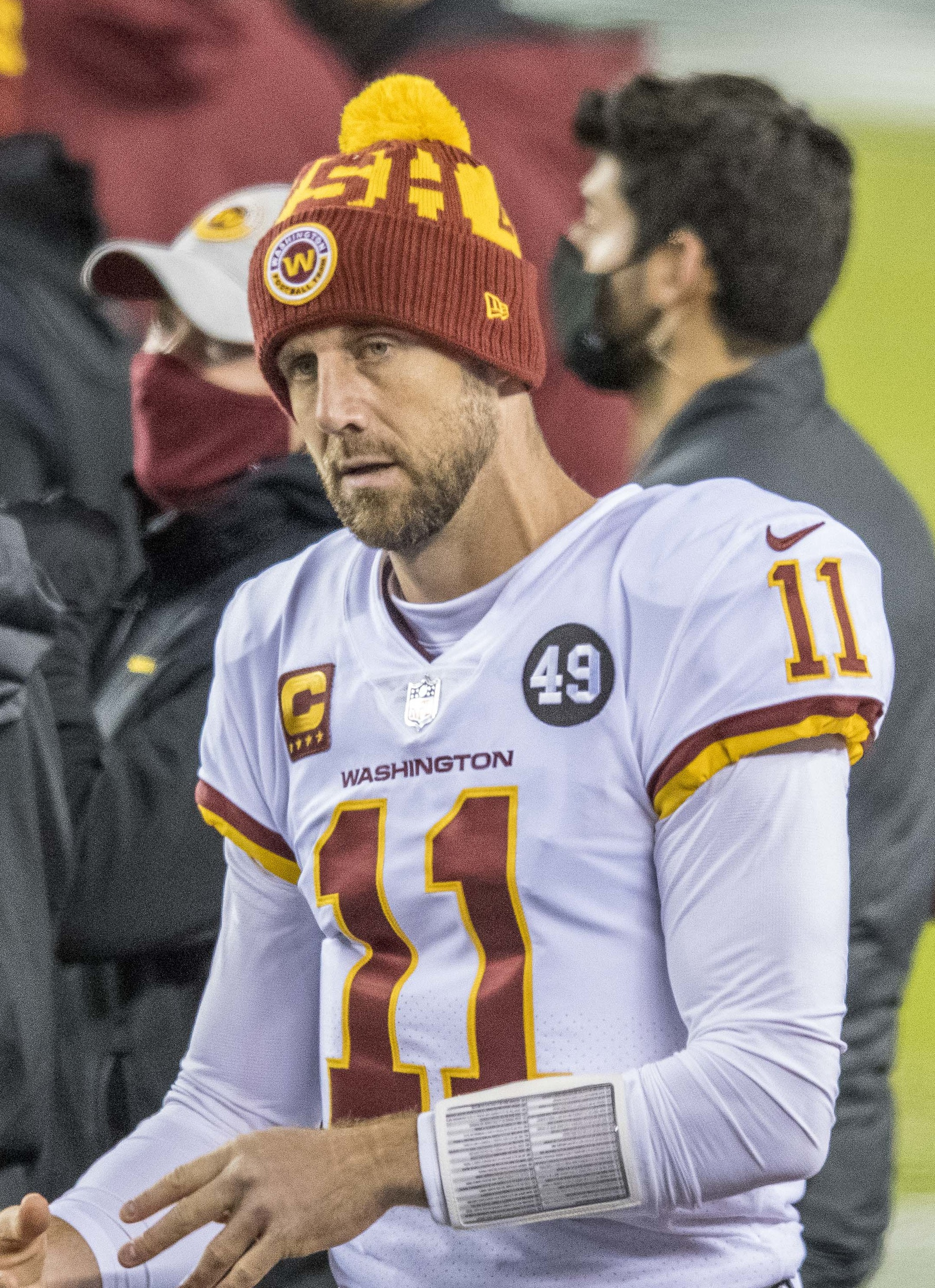
Квотербек Алекс Смит привёл команду к победе в Восточном дивизионе НФК в 2020 году и стал обладателем награды «Возвращение года».

В сезоне 2020 года команда пережила ряд перемен: убрала слово «Редскинс» из своего названия, наняла главным тренером бывшего наставника «Каролины Пэнтерс» Рона Риверу и сделав президентом команды первого чернокожего на этой должности в НФЛ Джейсона Райта. Среди некоторых известных сотрудников Риверы были бывший главный тренер «Джексонвилл Джагуарс» и «Окленд Рэйдерс» Джек Дель Рио в качестве координатора защиты и сын бывшего главного тренера вашингтонцев Норва Тернера Скотт Тернер в качестве координатора нападения.
При Ривере и Дель Рио команда сменила использовавшуюся при Шэнахене и Грудене схему защиты 3—4 на 4—3. Команда получила второй выбор на драфте 2020 года, на котором выбрала ди-энда Чейза Янга из университета штата Огайо. Выбранный командой в первом раунде драфта 2019 года квотербек Дуэйн Хаскинс был отчислен из-за неэффективной игры и несоответствия стандартам команды за пределами поля. Несмотря на это, «Вашингтон» выиграл дивизион впервые с 2015 года. С семью победами при девяти поражениях команда стала третьей в истории НФЛ, победившей в дивизионе с отрицательным результатом в полноценном регулярном чемпионате.
В 2020 году купившие долю в команде в 2003 году миноритарные владельцы Роберт Ротман, Дуайт Шар и Фредерик Смит наняли инвестиционно-банковскую фирму, чтобы помочь найти потенциальных покупателей на их долю в команде общей стоимостью около 40 %. При этом они годами убеждали Снайдера сменить название. В апреле 2021 года лига получила одобрение Снайдера на отказ от долга в размере 400 миллионов долларов с целью приобретения оставшихся 40 % миноритарными владельцами в рамках сделки на сумму более 800 миллионов долларов.
В 2021 году новым генеральным менеджером стал Мартин Мэйхью, а Марти Херни занял другую должность. После этого «Вашингтон» стал первой командой в истории НФЛ, где посты генерального менеджера, главного тренера и президента занимали представители национальных меньшинств. Кроме того, в июле 2021 года было завершено продолжавшееся год независимое расследование юриста Бет Уилкинсон касательно состояния корпоративной культуры команды под руководством владельца Дэниела Снайдера. Было установлено, что несколько инцидентов сексуального домогательства и запугивания были обычным явлением для всей организации. В ответ НФЛ оштрафовала команду на 10 миллионов долларов, при этом Снайдер также добровольно отказался от управления повседневными операциями команды на несколько месяцев, передав эти обязанности своей жене Тане.
На фоне массовых протестов против расовой несправедливости владелец команды Дэн Снайдер 3 июля 2020 года сообщил о готовности рассмотреть вопрос об изменении её названия. На позицию владельца, ранее отказывавшегося менять название, повлияло растущее давление со стороны спонсоров и организаций, защищающих права коренных жителей Северной Америки. В июле 2020 года было принято решение, что в сезонах 2020 и 2021 годов клуб будет временно называться «Вашингтон». Новое название будет выбрано позднее.
Сезон 2021 года команда завершила с результатом 7-10 и третьим местом в дивизионе (уступив «Далласу» (12-5) и «Филадельфии» (9-8), но обойдя «Джайентс» (4-13)), не сумев попасть в плей-офф и улучшить результат предыдущего года.
Новое название команды было представлено 2 февраля 2022 года. Клуб получил имя «Вашингтон Коммандерс», при этом сохранилось использование традиционных бордово-золотых цветов. Новый логотип команды также использовал элементы флага округа Колумбия.
По состоянию на весну 2023 г. на покупку команды претендовали владелец «Хьюстон Рокетс» Тилман Фертитта, канадский миллиардер Стив Апостолопулос и группа из 12 инвесторов во главе с владельцем «Филадельфия-76» и «Нью-Джерси Девилз» Джошем Харрисом, бизнесменом и филантропом Митчеллом Рэйлсом и бывшим баскетболистом Мэджиком Джонсоном. Снайдер оценивал стоимость команды в 6 млрд долл. В конце июля владельцы остальных клубов НФЛ одобрили покупку команды Харрисом за рекордные 6,05 млрд долларов.

## Логотипы и форма

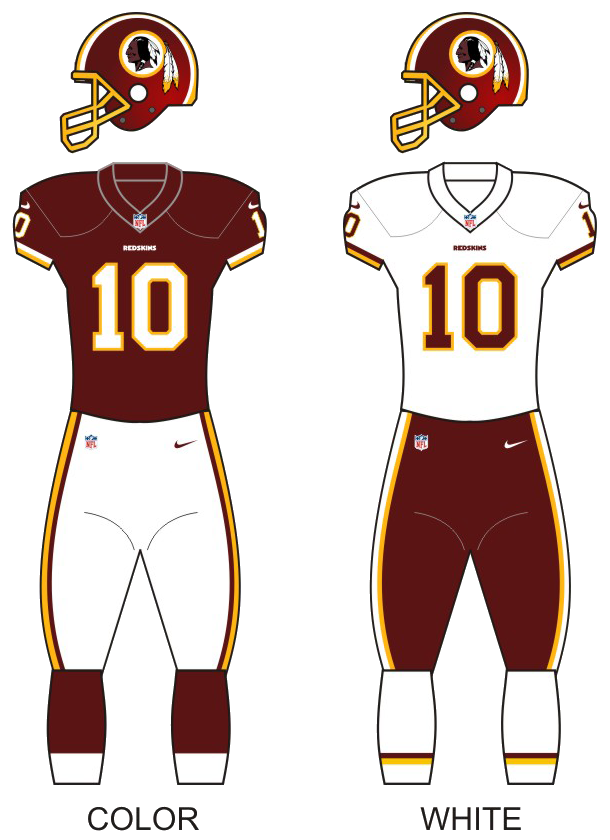
Наиболее популярный вариант формы команды с 1980-х по 2010-е годы.

Основные цвета франшизы — бордовый и золотой. С 1961 по 1978 год Вашингтон носил золотые штаны как с бордовыми, так и с белыми свитерами, хотя детали свитеров и штанов менялись несколько раз за этот период. Золотые маски для лица были представлены в 1978 году и остаются таковыми по сей день; до этого они были серыми. На протяжении большей части 1980-х, 1990-х и 2000-х «Вашингтон Редскинз» вместе с «Даллас Ковбойз» «Майами Долфинс» были единственными командами НФЛ, которые в основном носили белые майки в домашних играх."Классический" вид команды в виде белых маек поверх бордовых брюк был заложен ставшим в 1981 году главным тренером Джо Гиббсом. В домашних играх под руководством главного тренера Дона Кориелла команда носила белое.
Бордовые майки в то время в основном использовались в гостевых играх, когда соперник носил белую одежду (что случалось в основном на встречах с «Даллас Ковбойз») и обычно носились поверх белых штанов. С 1981 по 2000 годы «Вашингтон Редскинз» почти исключительно дома носили белые майки поверх бордовых брюк. В рамках празднования 75-летия НФЛ в 1994 году в масштабах всей лиги, во время некоторых игр команда носила специальную форму, которая отсылала к первому профессиональному сезону в Вашингтоне 1937 года. Поверх золотых штанов носились майки двух разных цветов: бордового цвета с золотыми номерами с белой каймой, и белого цвета с бордовыми номерами с золотой каймой. Наиболее отличительной чертой обоих цветов трикотажа были нашивки на обоих рукавах, которые существовали на всех трикотажных изделиях того времени. С этой формой носили простой бордового цвета шлем с золотой маской.
В 2001 году по решению главного тренера Марти Шоттенхаймера команда носила бордовую одежду на всех домашних матчах в предсезонных играх и в регулярном чемпионатах. В 2002 году команда отметила 70-летие своего создания, и носила специальную домашнюю форму из бордовой трикотажной ткани поверх золотых штанов, которая примерно напоминала домашнюю форму 1969—1978 года. Специальная домашняя форма в течение того года была воспроизведением шлемов, которые использовались командой с 1965 по 1969 год, хотя на первой и 17-й игре с «Аризона Кардиналс» и «Даллас Ковбойз» дома они носили майки белого цвета, что вынудило техасцев использовать синие майки. Эта специальная домашняя форма также использовалась во время одной игры в 2003 году. После возвращения Гиббса на пост главного тренера в 2004 году команда снова перешла на ношение дома белых футболок; за 16 лет его работы «Вашингтон Редскинз» никогда не носила дома бордовые майки.
В их белых свитерах представлены три основных цветовых сочетания. Комбинация из белых свитеров и брю впервые появилась на дебютной игре сезона 2003 года против «Нью-Йорк Джетс», когда команду тренировал Стив Спурриер. «Редскинз» в этой форме выиграли шесть игр подряд, в том числе одну в плей-офф против «Тампа-Бэй Бакканирс». В матче плей-офф дивизиона НФК против «Сиэтл Сихокс» команда с восточного побережья носила полностью белую форму, но проиграла. Белый свитер поверх бордовых брюк снова появился в домашнем матче против «Каролина Пантерз» в 2006 году.
На праздновании 75-летия франшизы в домашнем матче против «Нью-Йорк Джайентс» игроки носили одноразовую ретро-форму, основанную на их выездной форме с 1970 по 1971 год. Она представляла собой белую майку с тремя бордовыми и двумя золотыми полосами на каждом рукаве и логотип 75-летия на левой груди. Брюки были золотыми, с одной белой полосой, окаймлённой бордовой полосой с каждой стороны, идущей вниз с каждой стороны. Шлем был золотистого цвета с бордовым логотипом «R». Тренировавший «Вашингтон Редскинз» в 1969 году Винс Ломбарди был вдохновителем создания вышеуказанного шлема, он настаивал на логотипе, который находился внутри белого круга, заключённого в бордовую границу круга, с перьями коренных американцев, свисающими сбоку из-за его сходства с буквой G на шлемах, которые носили тренированные им в 1960-х «Грин-Бей Пэкерс».
В игре против «Питтсбург Стилерз» 2008 года вашингтонцы носили монохромную форму в виде бордовых маек и штанов. Этот вариант одежды использовался ещё в двух матчах следующего сезона против «Даллас Ковбойз» и «Нью-Йорк Джайентс». Начиная с 2010 года «Редскинз» начали носить бордовую майку в паре с золотыми брюками, напоминающими эпоху Джорджа Аллена. Позднее в том же сезоне комбинация из золотых штанов с обычными белыми майками использовалась в играх против Теннеси Тайтанс и на выезде с «Нью-Йорк Джайентс».

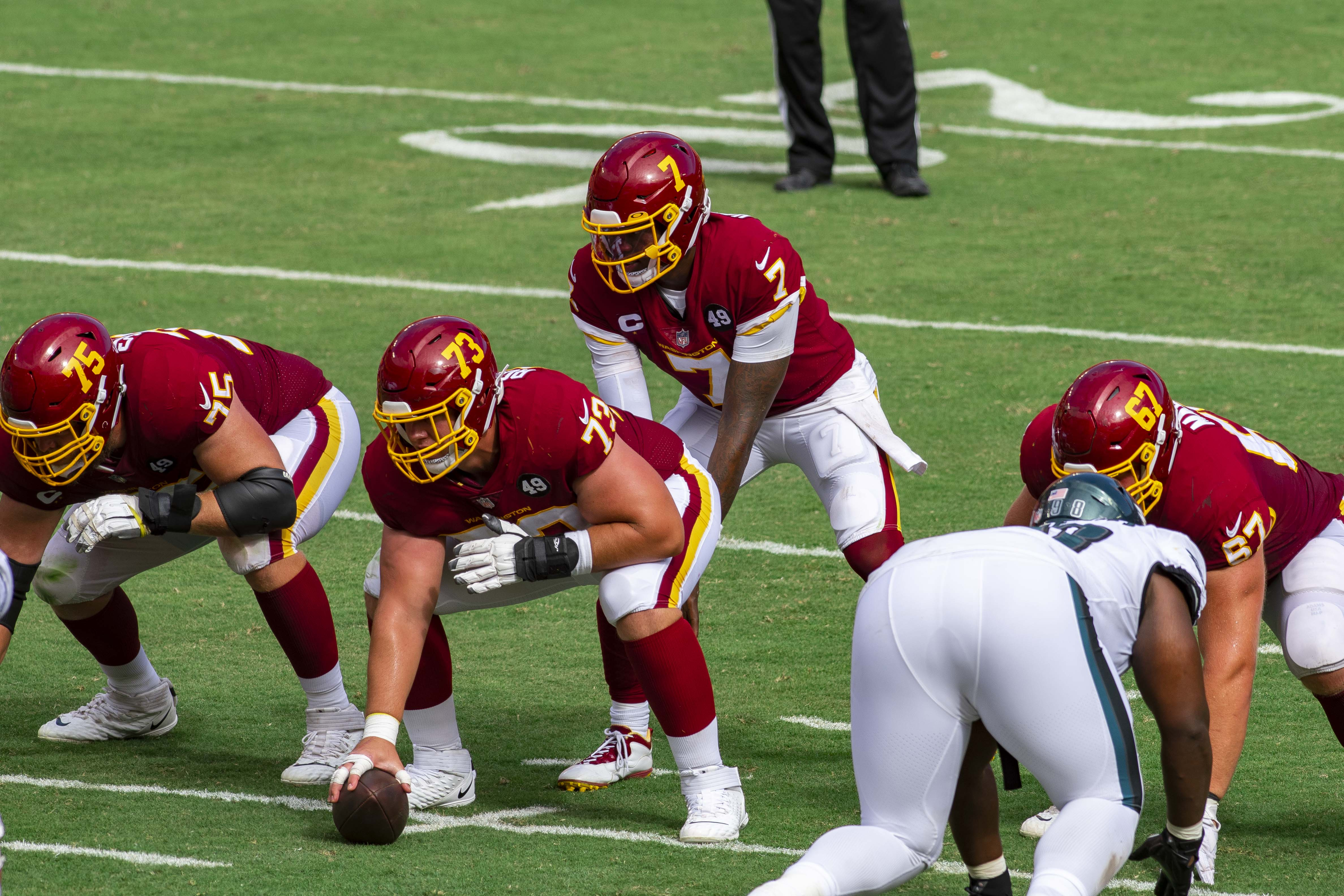
Форма команды в 2020 году после избавления от бренда «Редскинз».

В 2011 году «Редскинз» носили бордовую майку и золотые брюки для пяти домашних игр и выездной игры в Далласе, бордовую майку с белыми штанами для трёх домашних игр и выездной игры в Майами, белую майку и бордовые штаны для пяти выездных игр, а также белую майку и золотые штаны для игры против «Буффало Биллс» в Торонто. В следующем году команда была одета в обновлённую униформу времён чемпионата 1937 года, в игре против «Каролин Пантерз» на логотипе был использован рисунок шлема, основанный на кожаных шлемах без логотипа тех времён. В 2013 году недавно введённое правило НФЛ запретило командам использовать шлемы альтернативной раскраски из-за безопасности игроков, из-за чего в игре с «Сан-Диего Чарджерс» команда носила свой шлем ретро-версии 1937 года с логотипом, удалённым с обычного шлем. В том же году «Редскинз» убрали бордовый воротник со своих белых свитеров, чтобы лучше соответствовать дебютировавшей в предыдущем сезоне новой форме от Nike.
В период с 2014 по 2016 год команда носила золотые штаны со своей стандартной формой, хотя через два года бордовые брюки вернулись как часть выездной формы. В 2017 году «Вашингтон Редскинз» в рамках NFL Color Rush возродили полностью бордовую форму, отказавшись от изначально предложенной Nike 'кричащей' полностью золотой формы. В 2018 году клуб в большинстве своих домашних игр вместо белых носил золотые штаны.

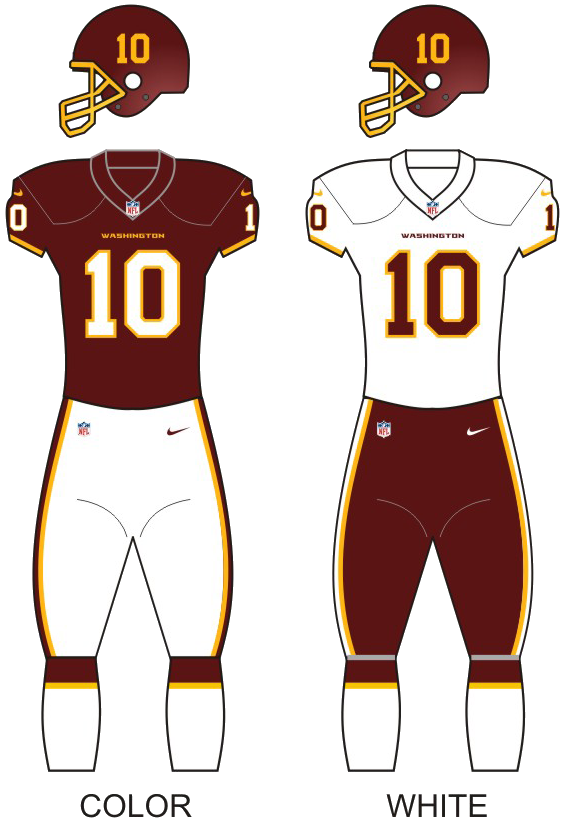
Форма команды в 2020 и 2021 сезонах

После смены названия команды в 2020 году их новым логотипом стала простая буква «W», взятая из переработанного логотипа Washington, а логотип на шлеме и полосы были заменены золотым номером с футболки игрока. В этом сезоне впервые с 2009 года вернулись полностью белые и полностью бордовые комбинации одежды.

## Противостояния
Наиболее принципиальными для «Вашингтон Коммандерс» являются игры с соседями по восточному дивизиону НФК: «Даллас Ковбойс», «Филадельфия Иглз» и «Нью-Йорк Джайентс».

### Даллас Ковбойс
Начало противостояния было заложено ещё до первой встречи команд: техасский нефтяной магнат Клинт Мерчисон-младший желал принести НФЛ в Даллас, и в 1958 году начал переговоры о покупке «Вашингтон Редскинз» у Джорджа Престона Марашала. Когда сделка была на грани завершения, Маршал призвал изменить сроки, из-за чего техасец отказался покупать команду. В это время техасец приобрёл за 2500 долл. у музыканта The Washington Redskins Marching Band Барни Брискина права на боевую песню команды «Слава краснокожим», после чего пригрозил Маршалу запретить «Редскинз» исполнять её у себя на играх, если тот не поддержит включение «Даллас Ковбойз» в состав НФЛ. После этого Мерчисон при поддержке главы комитета по расширению НФЛ Джорджа Халаса состоялось безоговорочного одобрение новой команды на анонимном голосовании владельцев других франшиз НФЛ.
Официальное противостояние началось в 1960 году, когда техасская команда присоединилась к лиге как команда расширения В следующем году «ковбои» попали в один дивизион с «Редскинз», из-за чего каждый сезон команды играли два раза.
Вашингтон и «Даллас Ковбойз» на двоих имеют 31 титул победителя дивизиона и 10 чемпионств, включая восемь супербоулов.. К 2016 году игра между командами на Рождество стала самой популярной игрой сезона для программы NFL on Fox.

### Филадельфия Иглз
Для филадельфийской команды более значимыми играми являются встречи с «Джайентс» и «Ковбойз».

### Нью-Йорк Джайентс
Является самым старейшим дерби в дивизионе, первая игра датируется 1932 годом. Хотя для нью-йоркцев более важным являются игры с «Иглз» и «Ковбойс», «Вашингтон» также являлся важным соперником в отдельные периоды: 1930-е, 1940-е и 1980-е.

## Радио и телевидение

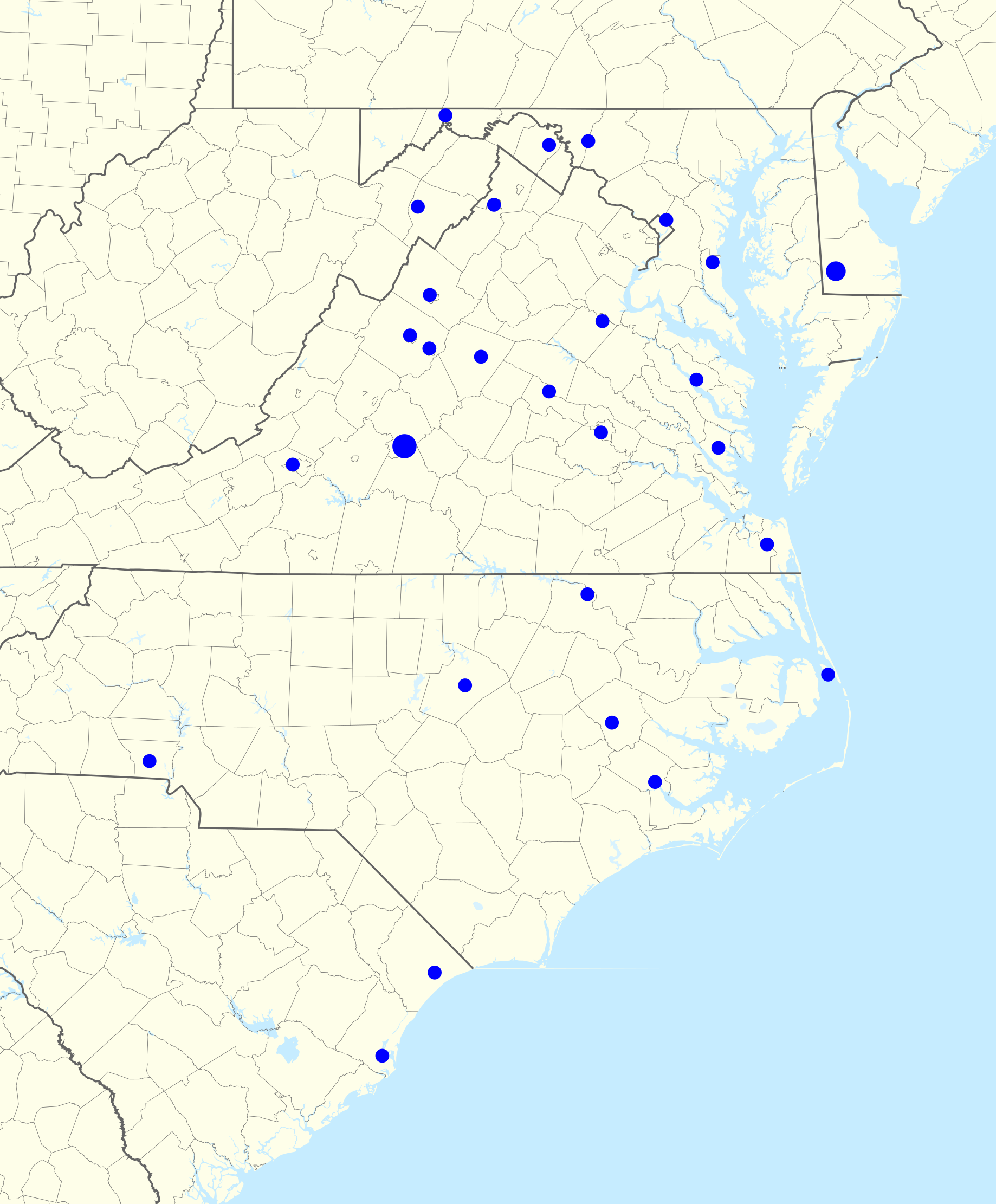
Карта с указанием радиостанций, транслирующих игры «Вашингтона» в Вашингтоне, округ Колумбия, и штатах Виргиния, Делавер, Западная Виргиния, Мэриленд, Северная и Южная Каролина.

Флагманской радиостанцией команды является WTEM, так как ранее принадлежала Снайдеру через Red Zebra Broadcasting . В 2018 году станция была продана Urban One, но сохранила права на трансляцию игр команды. В июне 2019 года было объявлено, что радиохолдинг Cumulus Media приобрёл права на радиотрансляцию игр «Редскинз» и планирует перенести их на станцию WMAL, которую планировалось перезапустить как филиал ESPN Radio под названием WSBN. Однако WMAL-FM до сих пор продолжает транслировать игры столичной спортивной франшизы. Телетрансляции предсезонных игр транслируются в Средне-Атлантических штатах на канале NBC Sports Washington; в Вашингтоне, округ Колумбия, игры команды транслируются совместно с WRC-TV. В предсезонных играх комментатором выступает Кенни Альберт, в то время как бывшие игроки «Редскинз» Джо Тайсман и Клинтон Портис выполняют функции аналитика и репортёра боковой линии. В регулярном сезоне большая часть игр команды являются частью пакета NFL on Fox, за исключением игр дома с командой АФК или в прайм-тайм. NBC Sports Washington также транслирует пред- и послематчевое шоу с аналитикой и интервью.
Фрэнк Герцог был главным комментатором игр команды с 1979 по 2004 год, после чего его Ларри Майкл. Майкл ушёл на пенсию в 2020 году, и его заменил Брэм Вайнштейн. К нему присоединился аналитик Фрэнк ДеАнджело, с 2008 по 2017 год игравший за вашингтонскую команду в качестве дефенсив-бека, и студийная ведущая Джулия Дональдсон, ставшая первой женщиной в этом качестве в истории команд НФЛ. Лайнбекер «Редскинз» с 2007 по 2013 год Лондон Флетчер участвует в постигре в качестве аналитика.

## «Правило Вашингтона» перед выборами президента США
По статистике, если в уик-энд перед выборами «Вашингтон» выигрывает свой матч, то на выборах большее число голосов избирателей набирает действующий президент или партия большинства. Первым данную закономерность заметил американский спортивный журналист Стив Хердт. Он посчитал, что с 1937 года, когда «Вашингтон» стали базироваться в столице США, примета работала почти неизменно. 18 из 23 результатов совпали .

## Достижения
Победители чемпионата лиги (5)
- Победители чемпионата НФЛ (2)
  - 1937, 1942
- Победители Супербоула (3)
  - 1982 (XVII), 1987 (XXII), 1991 (XXVI)

Победители конференции (5)
- НФК: 1972, 1982, 1983, 1987, 1991

Победители дивизиона (16)
- Восток НФЛ: 1936, 1937, 1940, 1942, 1943, 1945
- Восток НФК: 1972, 1982, 1983, 1984, 1987, 1991, 1999, 2012, 2015, 2020